# Artist 100
Artist 100 — тижневий американський хіт-парад музичних виконавців, що публікується в часописі «Білборд» починаючи з 2014 року.
Artist 100 став першим чартом Billboard, який вимірював популярність артистів, базуючись на місцях, що їхні альбоми та пісні посідали в найвпливовіших хіт-парадах США, таких як Billboard Hot 100 та Billboard 200. Його було створено в липні 2014 року. До цього єдиним регулярним тижневим рейтингом артистів був Social 50, який вимірював їхню популярність у соц. мережах.
Позиції виконавців в чарті Artist 100 вираховувались згідно з формулою, яку раніше використовували для створення річних списків найкращих артистів в категорії «Рік в музиці», а також відповідних нагород «Артист року». Зокрема, популярність виконавців оцінювалась на базі даних продажу альбомів та синглів, частоти ротації пісень на радіо, показників кількості прослуховування пісень на стрімінгових платформах та активності фанатів в соціальних мережах.
Першим артистом, що очолив новий хіт-парад, став американський R&B-співак Трей Сонгс, який тільки-но випустив альбом Trigga; на другій сходинці опинився британський виконавець Сем Сміт, завдяки альбомові In the Lonely Hour.
Рекорд за кількістю тижнів, проведених на вершині чарту Artist 100, належав Тейлор Свіфт. Станом на 22 липня 2019 року вона провела на першому місці 36 тижнів. Слідом за нею розмістились Дрейк (31 тиждень), The Weeknd (15), Аріана Гранде (13), Джастін Бібер (11), Ед Ширан (11) та Адель (10).